# Фриц, Курт фон
Карл Альберт Курт фон Фриц (нем. Karl Albert Kurt von Fritz; 25 августа 1900 года, Мец — 16 июля 1985 года, Фельдафинг) — немецкий филолог и историк античного общества, государства, права, науки, философии и естествознания.

## Семья и раннее образование
Родился в военной семье. Отец, обер-лейтенант прусской армии Адольф Фриц, получил дворянство в год рождения сына, который в традициях семьи стал учиться в кадетском училище (нем.) в Лихтенфельде (нем.). Но не окончил его по состоянию здоровья и в 1914 году был переведён в гимназию во Фрайбурге, которую окончил в 1918 году. В школьные годы увлекался математикой, философией и литературой, а после окончания гимназии и короткой службы в армии в качестве артиллерийского фендрика, продолжил классическое образование во Фрайбурге и Мюнхене.

## Профессиональное образование и работа в Германии
Учился в Мюнхенском университете и получил ученую степень за работу о Диогене Лаэртском, а в 1927 году — должность доцента за исследование о Демокрите. В 1927 году начинается его долгое сотрудничество с Эрнстом Каппом, специалистом в области греческой философии. Тогда же Капп переехал в Гамбург, и за ним последовал К. фон Фриц. В 1933 году стал экстраординарным профессором классической филологии университета в Ростоке. Как представитель нового поколения он соединял в своих лекциях традиции классического филологического образования с новыми данными в области логики и математики.

## Собственная семья
В 1931 году женился на Луизе Эйкемейр, сестре архитектора Манфреда Эйкемейера.

## Период нацизма в Германии
С самого начала прихода нацистов к власти в 1933 году был принят Закон о восстановлении государственной службы, на основании которого начались массовые увольнения университетских профессоров. Прежде всего это коснулось учёных-евреев, среди которых было много выдающихся специалистов (Феликс Якоби, Пауль Маас, Эрнст Френкель, Пауль Фридлендер, Эдуард Норден и др.). Если «национальная политика» Третьего Рейха была для К. фон Фрица относительно безопасна, то вопрос о политической лояльности приобрел особую остроту. Режим требовал активного сотрудничества, что шло вразрез с собственными научными и политическими убеждениями ученого и его совестью.
2 августа 1934 года умер Президент Германии П. фон Гинденбург, после чего посты президента и рейхсканцлера оказались в руках Гитлера, потребовавшего присяги от рейхсвера, а затем государственных служащих, включая деятелей науки, культуры и образования.
К. фон Фриц стал одним из немногих профессоров, которые отказались это сделать. Как он писал в одной из служебных записок: он готов принести присягу только, если последняя «не налагает на меня требование учить чему-либо, противоречащему моим убеждениям». Подобное заявление означало конфликт с властями и увольнение, то есть потерю средств к существованию, и единственной альтернативой была эмиграция.

## Эмиграция
В начале 1935 года К. фон Фриц уехал в Великобританию, где некоторое время работал доцентом Колледжа Тела Христова (Corpus Christi College, Oxford) в Оксфорде, а затем, в конце того же года, уехал в США. После недолгого периода преподавания в Рид-колледже в Портленде (штат Орегон) К. фон Фриц начал работу в Колумбийском университете (с 1937 года), где пробыл вплоть до 1954 года, став руководителем департамента.

## Вновь на родине
В 1954 году К. фон Фриц вернулся в Германию (ФРГ), в начале в Западный Берлин, где некоторое время работал в Свободном университете, а затем в Баварию, где он проработал в Мюнхенском университете (1958—1968 года) вплоть до выхода на пенсию. В 1959 году он стал членом Баварской академии наук, а в 1962 году — членом-корреспондентом Австрийской академии. Член-корреспондент Британской академии (1973).

## Научная деятельность и награды
В 1950 году совместно с коллегой Э. Каппом, также оказавшимся в США, К. фон Фриц опубликовал перевод и комментарии к «Афинской политике» Аристотеля, а в 1954 году вышла его фундаментальная монография «Теория смешанной конституции в античности». Проведя уникальное в антиковедении исследование государственно-правовых теорий в античном обществе (Греции и Риме), начиная с Геродота и кончая временем Полибия, К. фон Фриц особенно полно освещает так называемую теорию «смешанной конституции», синтеза монархии, аристократии и демократии, которую Аристотель считал идеальной формой государственного строя, а Полибий, нашедший её в Риме, объяснил этим все беспрецедентные успехи Римской республики. В работе всесторонний обзор государственной теории греков и римлян сочетается с не менее полным анализом реальной жизни греческих полисов и особенно римской истории, равно как и с выводами о возможностях такого сопоставления.
В 1958 году вышла его новая фундаментальная монография «Платон в Сицилии и проблема правления философов», посвященная попытке Платона реализовать свои философские и государственно-политические идеи на сицилийской почве. Хотя в данном случае философ руководствовался изначально утопичной идеей, эта тема становится для К. фон Фрица поводом задуматься над волновавшей его проблемой роли интеллектуалов в политике.
В 1971 году вышло его новое сочинение «Основные проблемы истории античной науки», где автор в числе прочего, формулирует своё отношение к идее прогресса. Последний имеет для него смысл только в том случае, если он сопровождается духовной эволюцией, в противном случае человек становится «одномерным».
В общей сложности перу К. фон Фрица принадлежит более 260 публикаций (в том числе — 15 монографий) в области классической филологии, истории, истории античной науки и философии, государства и права, литературы.
В 1956 году удостоен награды имени Гудвина.
Лауреат премии Зигмунда Фрейда за научную прозу (1981), присуждаемой Немецкой академией языка и поэзии.

## Основные труды
- The Theory of the Mixed Constitution in Antiquity. A Critical Analysis of Polybius’ Political Ideas, New-York, 1954.
- Die griechische Geschichtsschreibung. Bd. 1 (mehr nicht erschienen) in 2 Teilbänden. de Gruyter, Berlin 1967.
- Platon in Sizilien und das Problem der Philosophenherrschaft, Berlin, 1968.
- Grundprobleme der Geschichte der antiken Wissenschaft. de Gruyter, Berlin/New York 1971, ISBN 3-11-001805-5.
- Schriften zur griechischen und römischen Verfassungsgeschichte und Verfassungstheorie. de Gruyter, Berlin/New York 1976.
- Schriften zur griechischen Logik. 2 Bände. Frommann-Holzboog, Stuttgart-Bad Cannstatt 1978, ISBN 3-7728-0687-2.
- The Relevance of Ancient Social and Political Philosophy for our Times. A short Introduction to the Problem. de Gruyter, Berlin/New York 1974.

### Издания на русском языке
- Курт фон Фриц. Теория смешанной конституции в античности. Критический анализ политических взглядов Полибия. Издательство СПб Университета, 2007. Переводчики: Алексей Егоров, Георгий Лапис. 1000 экз. 424 стр. ISBN 978-5-288-04256-0